# Heilig Hartbeeld (Ubachsberg)
Het Heilig Hartbeeld is een standbeeld in de Nederlandse plaats Ubachsberg in de provincie Limburg.

## Achtergrond
Vanaf december 1926 werd in Ubachsberg geld ingezameld om te komen tot een plaatsing van een Heilig Hartbeeld. Een jaar later kon aan de parochianen worden meegedeeld dat er genoeg geld beschikbaar was. De opdracht werd gegund aan Atelier J.W. Ramakers en Zonen uit Oud-Geleen. Onder aanwezigheid van de bevolking, geestelijken, het kerkbestuur en de burgemeester, werd het beeld op zondag 3 juni 1928 door deken Nicolaye ingezegend. Het beeld is geplaatst in een nis van de kerkmuur, in een eigen, omheind plantsoen, aan de voorzijde van de Sint-Bernarduskerk. 

## Beschrijving
Het twee meter hoge beeld is gemaakt van savonniere, een zachte kalksteen. Het toont een Christusfiguur met gespreide armen, blootsvoets staande op een halve bol en omhangen met een mantel. Op zijn borst is het Heilig Hart zichtbaar, omringd door een goud geverfde stralenkrans, in zijn handen de stigmata.
Het beeld staat op een 1,75 m hoge witgeverfde sokkel, waarop aan de voorkant in reliëf het christusmonogram is aangebracht.